# ARO Dragon
ARO Dragon este o familie de mașini de teren dedicată Armatei Române.